# معتمدية الزريبة
معتمدية الزريبة إحدى معتمديات الجمهورية التونسية، تابعة لولاية زغوان. تم احداث معتمدية الزريبة بموجب القرار الرئاسي المؤرخ في 7 جويلية 1992 وتنقسم هذه المعتمدية إلى 8 عمادات الزريبة حمام الشمالية والزريبة حمام الجنوبية والزريبة قرية وجرادو والباطرية وبوعشير والجوف الشرقية والجوف الغربية

### مواضيع ذات علاقة
- ولاية زغوان.

1. 1 2 3 4 5 6 7 8  "المناطق الترابية (العمادات) حسب الولايات والمعتمديات". اطلع عليه بتاريخ 2024-11-30.